# Stazione di Birmingham New Street
La stazione di Birmingham New Street (in inglese Birmingham New Street railway station) è la principale stazione ferroviaria di Birmingham, in Inghilterra, Regno Unito.